# IL Gular
IL Gular, Idrottslaget Gular – norweski klub lekkoatletyczny z Bergen, założony w 1946 roku. W przeszłości posiadał sekcje piłki ręcznej, narciarstwa, gimnastyki i piłki nożnej. Jego stadionem jest Fana Stadion.
Sekcja lekkoatletyczna współpracuje z lokalnymi klubami Bergens TF i T&IL Hovding na poziomie młodzieżowym, najlepsi młodzi sportowcy z tych zespołów trafiają właśnie do IL Gular.

## Członkowie klubu
Lekkoatletyka:
- Arne Risa - biegacz długodystansowy 3000 m z przeszkodami i 10000 m, również trener
- Arne Hamarsland - biegacz średniodystansowy (1500 m)
- Knut Hjeltnes - dyskobol
- Thomas Mellin-Olsen - skoczek w dal
- Diane Modahl - trenerka (była biegaczka na 800 m)
- Bjørn Tore Taranger - biegacz długodystansowy